# Hurlingham partido
Hurlingham egy partido Argentína középpontjától keletre, Buenos Aires tartományban. Székhelye Hurlingham.

## Népesség
A partido népessége a közelmúltban a következőképpen változott:
| Év   | Lakosság |
| ---- | -------- |
| 2001 | 171 388  |
| 2010 | 181 241  |